# Trois-Fontaines-l'Abbaye
Pour les articles homonymes, voir Trois-Fontaines.
Trois-Fontaines-l'Abbaye est une commune française située dans le département de la Marne, en région Grand Est.

## Géographie

### Localisation
Trois-Fontaines-l'Abbaye se trouve au sud-est du département de la Marne, en région Grand Est, à la frontière avec les départements de la Haute-Marne et de la Meuse. La commune appartient à la région agricole du Perthois.
La commune de Trois-Fontaines-l'Abbaye s'étend sur une superficie de 4 371 hectares. L'essentiel du territoire communal est occupé par la forêt de Trois Fontaines. Au centre, la forêt est coupée en deux par la vallée de la Bruxenelle, où se trouve le village de Trois-Fontaines-l'Abbaye et le hameau le Fays. Au total, la forêt de Trois Fontaine s'étend sur plus de 5 000 hectares, au sein d'un massif forestier plus importante de 11 000 hectares.
Par la route, Trois-Fontaines-l'Abbaye se situe à 69 km de Châlons-en-Champagne, préfecture de la Marne, à 37 km de Vitry-le-François, sa sous-préfecture, à 24 km de Bar-le-Duc, préfecture de la Meuse, à 10 km de Saint-Dizier, principale ville de la Haute-Marne, et à 11 km de Sermaize-les-Bains, bureau centralisateur du canton de Sermaize-les-Bains dont dépend Trois-Fontaines-l'Abbaye depuis 2015. La commune fait en outre partie du bassin de vie de Saint-Dizier.
Trois-Fontaines-l'Abbaye est limitrophe de 12 communes :
| Maurupt-le-Montois      | Cheminon                                  | Beurey-sur-Saulx, Robert-Espagne |
| Saint-Vrain             | Trois-Fontaines-l'Abbaye                  | L'Isle-en-Rigault                |
| Vouillers, Saint-Eulien | Villiers-en-Lieu, Saint-Dizier, Chancenay | Baudonvilliers                   |

### Géologie et relief
Sur son territoire, l'altitude varie de 143 à 234 mètres. Le point culminant de la commune se trouve à l'est, au lieu dit Belle Épine.
Sur son site de Trois-Fontaines-l’Abbaye, l’entreprise Storengy, filiale du groupe Engie, a commencé à extraire à travers cinq puits d’exploitation le gaz naturel encore restants d’un important gisement situé aux confins de la Lorraine et de la Champagne, entre Meuse, Marne et Haute-Marne,.

### Hydrographie
La commune est dans la région hydrographique « la Seine de sa source au confluent de l'Oise (exclu) » au sein du bassin Seine-Normandie. Elle est drainée par la Bruxenelle, l'Orconté, le ruisseau de l'Étang la Vieille, le Fossé 01 de la commune de Trois-Fontaines-L'Abbaye, le Fossé 01 de l'Étang de la Jacquemotte, le Fossé 01 des Dures Fosses, le Fossé 01 des Petits Acquets, le Fossé 01 du Grand Plant, le Fossé 02 de la commune de Trois-Fontaines-l'Abbaye, le Fossé 03 de la commune de Trois-Fontaines-l'Abbaye, le Fossé 04 de la commune de Trois-Fontaines-l'Abbaye, le ru des Aulnaies, le ruisseau de la Chausse, le ruisseau des Etanchettes et divers autres petits cours d'eau,.
La Bruxenelle, d'une longueur de 40 km, prend sa source dans la commune et se jette  dans la Saulx à Vitry-en-Perthois, après avoir traversé douze communes. 
L'Orconté, d'une longueur de 31 km, prend sa source dans la commune, dans la forêt de Trois Fontaines, qui occupe la majeure partie du territoire communal, et se jette dans la Marne à Frignicourt, après avoir traversé onze communes. 
Cinq plans d'eau complètent le réseau hydrographique : Ferme de Lombroie (2,7 ha), la fontaine Lentille (1,8 ha), la fontaine Saint-Blaise (3,5 ha), l'étang de la Jacquemotte (0,9 ha) et l'étang du Creux de Bot (0,3 ha),.

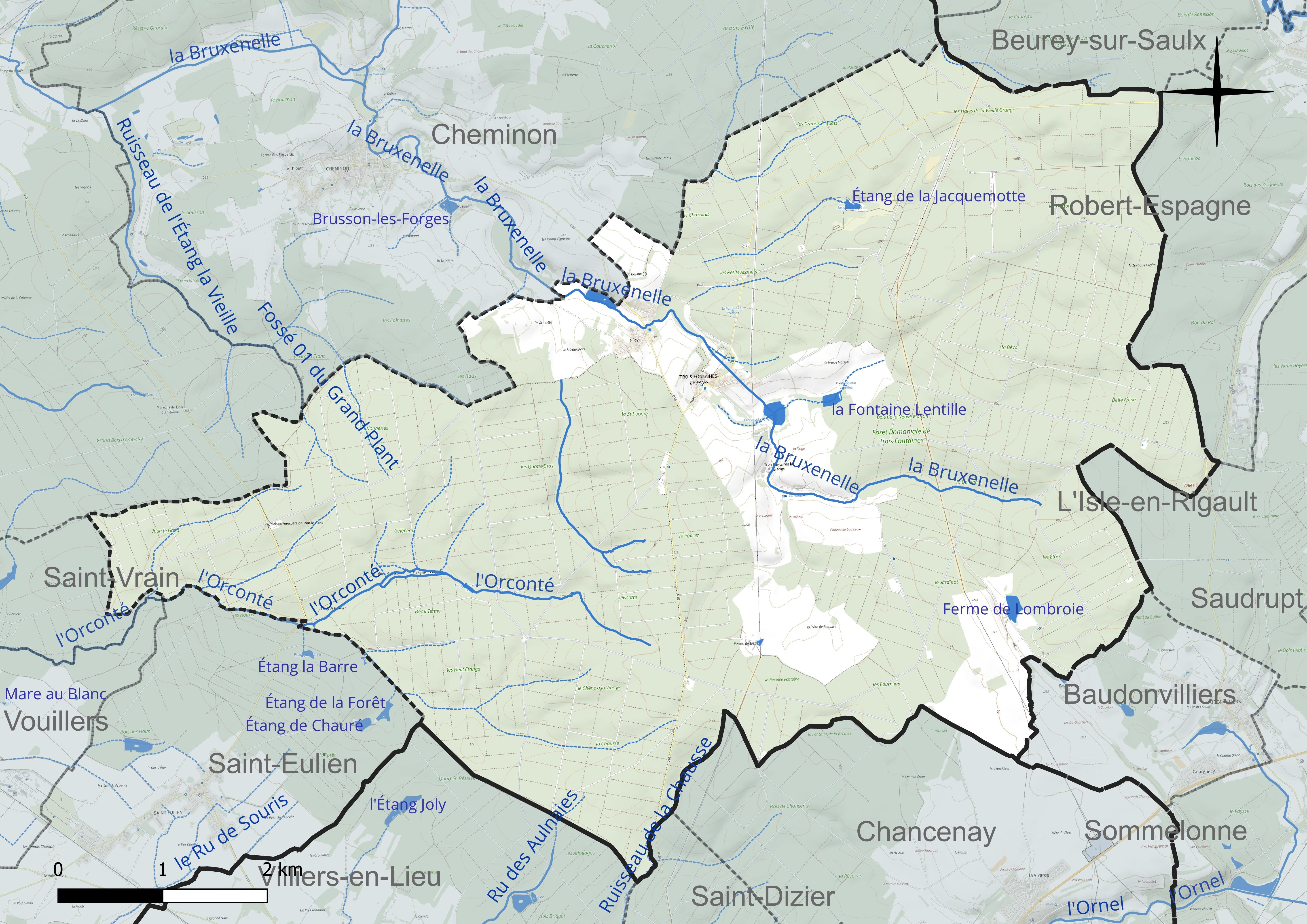
Réseau hydrographique de Trois-Fontaines-l'Abbaye.

### Climat
Pour des articles plus généraux, voir Climat du Grand Est et Climat de la Marne.
En 2010, le climat de la commune est de type climat des marges montargnardes, selon une étude du Centre national de la recherche scientifique s'appuyant sur une série de données couvrant la période 1971-2000. En 2020, Météo-France publie une typologie des climats de la France métropolitaine dans laquelle la commune est exposée à un climat océanique altéré et est dans la région climatique  Lorraine, plateau de Langres, Morvan, caractérisée par un hiver rude (1,5 °C), des vents modérés et des brouillards fréquents en automne et hiver. 
Pour la période 1971-2000, la température annuelle moyenne est de 10,2 °C, avec une amplitude thermique annuelle de 16 °C. Le cumul annuel moyen de précipitations est de 923 mm, avec 13,2 jours de précipitations en janvier et 9,2 jours en juillet. Pour la période 1991-2020, la température moyenne annuelle observée sur la station météorologique de Météo-France la plus proche, « Saint-Dizier », sur la commune de Saint-Dizier à 9 km à vol d'oiseau, est de 11,6 °C et le cumul annuel moyen de précipitations est de 794,5 mm. 
La température maximale relevée sur cette station est de 41,4 °C, atteinte le 25 juillet 2019 ; la température minimale est de −22,5 °C, atteinte le 14 février 1956,,. 
Les paramètres climatiques de la commune ont été estimés pour le milieu du siècle (2041-2070) selon différents scénarios d'émission de gaz à effet de serre à partir des nouvelles projections climatiques de référence DRIAS-2020. Ils sont consultables sur un site dédié publié par Météo-France en novembre 2022.

### Milieux naturels et biodiversité
Patrimoine naturel :
- Deux zones naturelles d'intérêt écologique, faunistique et floristique.
- Deux espaces protégés hors Natura 2000.
- Un espace protégé Natura 2000.

## Urbanisme

### Typologie
Au 1er janvier 2024, Trois-Fontaines-l'Abbaye est catégorisée commune rurale à habitat dispersé, selon la nouvelle grille communale de densité à sept niveaux définie par l'Insee en 2022.
Elle est située hors unité urbaine. Par ailleurs la commune fait partie de l'aire d'attraction de Saint-Dizier, dont elle est une commune de la couronne,. Cette aire, qui regroupe 72 communes, est catégorisée dans les aires de 50 000 à moins de 200 000 habitants,.

### Occupation des sols
L'occupation des sols de la commune, telle qu'elle ressort de la base de données européenne d’occupation biophysique des sols Corine Land Cover (CLC), est marquée par l'importance des forêts et milieux semi-naturels (85 % en 2018), une proportion sensiblement équivalente à celle de 1990 (85,4 %). La répartition détaillée en 2018 est la suivante : 
forêts (84,9 %), terres arables (7,6 %), prairies (5,5 %), zones agricoles hétérogènes (1,9 %). L'évolution de l’occupation des sols de la commune et de ses infrastructures peut être observée sur les différentes représentations cartographiques du territoire : la carte de Cassini (XVIIIe siècle), la carte d'état-major (1820-1866) et les cartes ou photos aériennes de l'IGN pour la période actuelle (1950 à aujourd'hui).

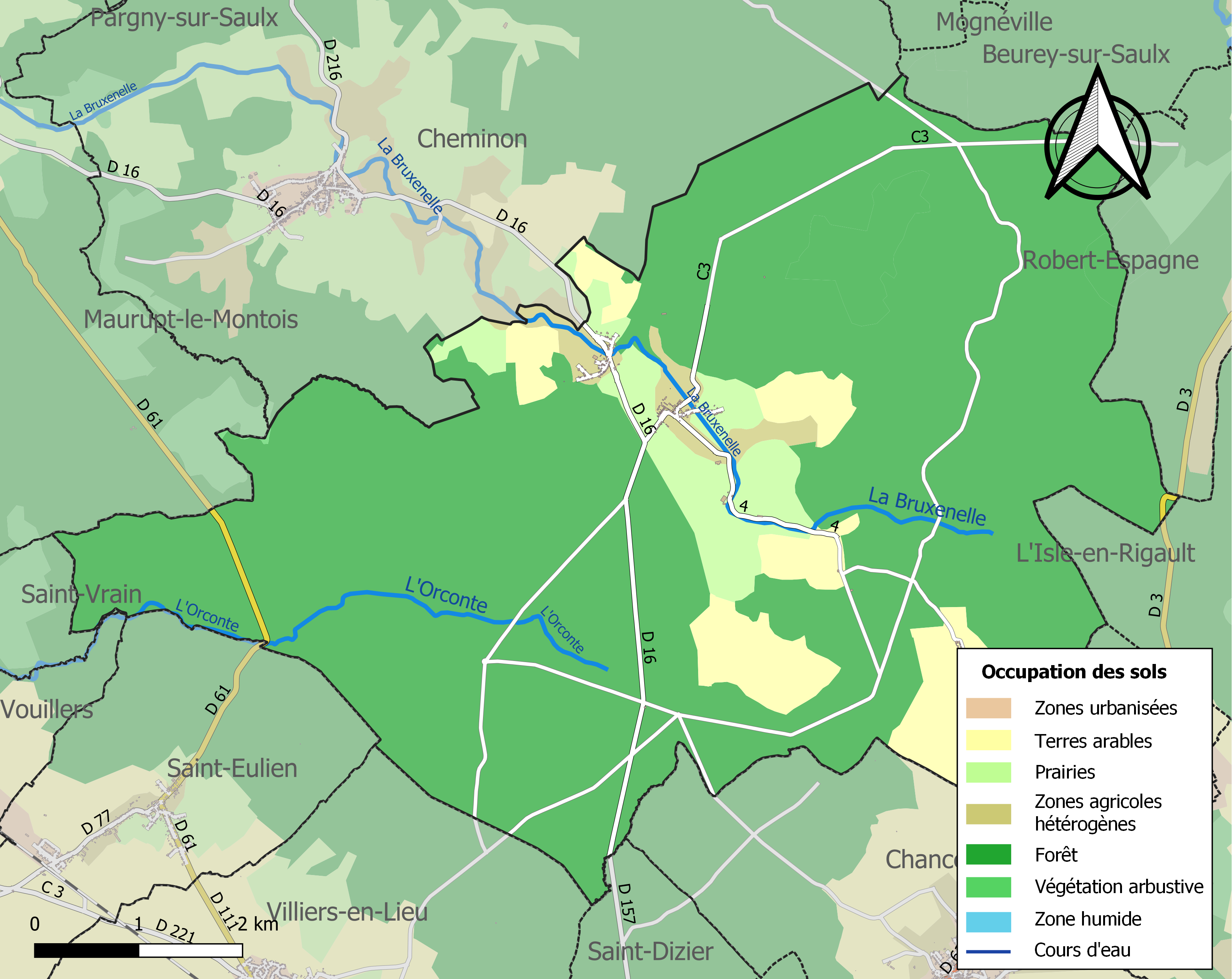
Carte des infrastructures et de l'occupation des sols de la commune en 2018 (CLC).

### Voies de communications et transports

#### Voies routières
- D 16 vers Saint-Dizier, Cheminon, Monrupt-le-Montois.
- D 216 vers Sermaize-les-Bains.

#### Transports en commun

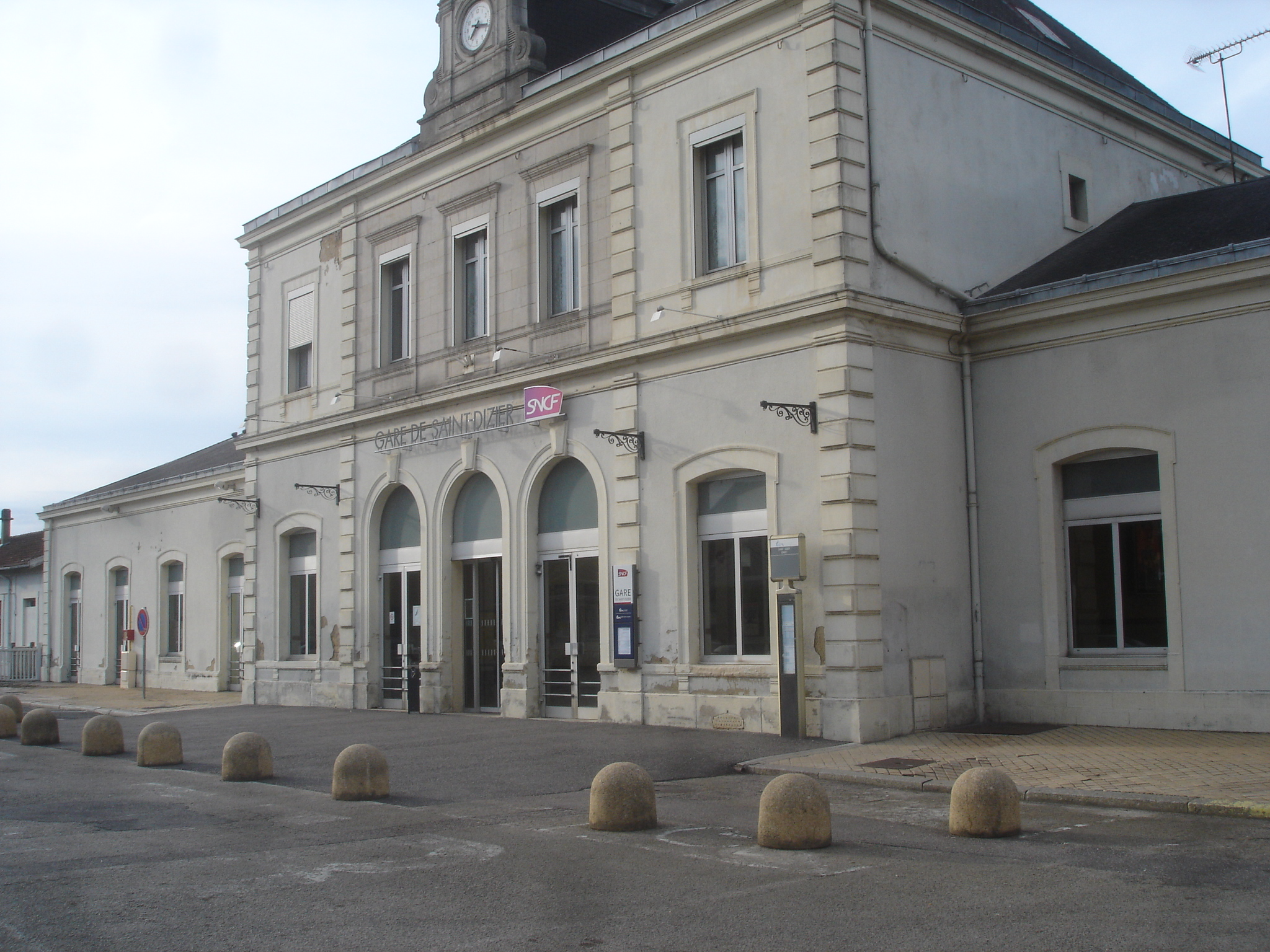
La gare de Saint-Dizier.

- Fluo Grand Est.

##### Lignes SNCF
- Gare de Saint-Dizier,
- Gare de Revigny,
- Gare d'Eurville,
- Gare de Bar-le-Duc,
- Gare de Bayard.

#### Transports aériens
Les aéroports les plus proches sont :
- Aéroport de Châlons Vatry,
- Aéroport de Troyes - Barberey.

## Toponymie
Le nom de la localité est attesté sous les formes Tres Fontes (1094) ; « Ecclesia Beate Marie que sita est in silva Luiz », « loco quem incolæ Tres Fontes appellabant » (1136) ; Trois-Fontainnes-l'Abbaïe (1285) ; Trois-Fontenes (1290) ; Trois-Fontainnes (1312) ; Troiffontaines (1403) ; Trois-Fontaines-la-Grange (1847).

Attesté Tres Fontes en 1094 (avec une curieuse latinisation en fontes de « fontaines »), ce nom est sans surprise, de l'oïl numéral trois et du pluriel de fontaine .

Le chiffre trois pourrait se référer à la Sainte-Trinité. 
Abbaye fait référence à l'abbaye de Trois-Fontaines, fondée au début du XIIe siècle par les cisterciens de Saint Bernard de Clairvaux.

## Histoire
Longtemps commune rurale tournée vers l'agriculture et l'élevage, Trois-Fontaines-l'Abbaye s'est développée au Moyen Âge avec la création de son abbaye cistercienne au début du XIIe siècle. Cette commune de la Marne est en effet connue pour son Abbaye de Trois-Fontaines, première fille de Clairvaux.
Eléments protégés : Ensemble comprenant l'église, les anciens bâtiments conventuels, le portail, les communs entourant la première cour et le jardin avec son décor de statues et de vases jusqu'à la lisière du parc à l'est. Classement par arrêté du 14 mars 1944.

## Politique et administration

### Intercommunalité
La commune, antérieurement membre de la communauté de communes Saulx et Bruxenelle, l'a quittée le 1er janvier 2013 pour rejoindre la communauté de communes de Saint-Dizier, Der et Blaise, transformée le 1er janvier 2014 en communauté d'agglomération.

### Liste des maires
| Période                                  | Période                      | Identité                       | Étiquette | Qualité                                     |
| ---------------------------------------- | ---------------------------- | ------------------------------ | --------- | ------------------------------------------- |
| Les données manquantes sont à compléter. |                              |                                |           |                                             |
| avant 1877                               | après 1879                   | du Bois Vincent                |           |                                             |
| 1935                                     |                              | Léon Thévenet[réf. nécessaire] |           |                                             |
| avant 1981                               | ?                            | Claude Vautrin                 |           |                                             |
| avant 1995                               | ?                            | Roger Boudaille                |           |                                             |
| 2001                                     | 2008                         | Isabelle Lavocat               |           |                                             |
| 2008                                     | septembre 2010               | Jackie Fourcart                |           | Conseil municipal dissout en septembre 2010 |
| 2010                                     | En cours (au 4 juillet 2014) | Étienne Gaillard               |           | Réélu pour le mandat 2020-2026              |

### Budget et fiscalité 2022
En 2022, le budget de la commune était constitué ainsi :
- total des produits de fonctionnement : 688 000 €, soit 3 586 € par habitant ;
- total des charges de fonctionnement : 297 000 €, soit 1 548 € par habitant ;
- total des ressources d'investissement : 57 000 €, soit 295 € par habitant ;
- total des emplois d'investissement : 509 000 €, soit 2 650 € par habitant ;
- endettement : 220 000 €, soit 1 144 € par habitant.

Avec les taux de fiscalité suivants :
- taxe d'habitation : 7,19 % ;
- taxe foncière sur les propriétés bâties : 26,01 % ;
- taxe foncière sur les propriétés non bâties : 16,79 % ;
- taxe additionnelle à la taxe foncière sur les propriétés non bâties : 0,00 % ;
- cotisation foncière des entreprises : 0,00 %.

Chiffres clés Revenus et pauvreté des ménages en 2021 : médiane en 2021 du revenu disponible, par unité de consommation : 24 140 €.

## Équipements et services publics

### Enseignement
Établissements d'enseignements :
- Écoles maternelles et primaires à Cheminon, Chancenay, Saint-Eulien, Villiers-en-Lieu, Bettancourt-la-Ferrée,
- Collèges à Saint-Dizier,
- Lycées à Saint-Dizier.

### Santé
Professionnels et établissements de santé :
- Médecins à Villiers-en-Lieu, Robert-Espagne, Beurey-sur-Saulx, Lisle-en-Rigault, Bettancourt-la-Ferrée, Sermaize-les-Bains, Contrisson, Saint-Dizier,
- Pharmacies à Villiers-en-Lieu, Robert-Espagne, Bettancourt-la-Ferrée, Sermaize-les-Bains, Saint-Dizier,
- Hôpitaux à Saint-Dizier, Bar-le-Duc, Wassy, Vitry-le-François, Joinville, Commercy.

### Postes et télécommunications
Deux boîtes aux lettres de La Poste se trouvent sur le territoire de la commune, place du Château et rue des Acacias. Le bureau de poste le plus proche est l'agence postale communale de Cheminon, à environ 4 km de Trois-Fontaines-l'Abbaye.

### Justice, sécurité et secours
Du point de vue judiciaire, Trois-Fontaines-l'Abbaye relève du conseil de prud'hommes, du tribunal de commerce, du tribunal judiciaire, du tribunal paritaire des baux ruraux et du tribunal pour enfants de Châlons-en-Champagne, dans le ressort de la cour d'appel de Reims. Pour le contentieux administratif, la commune dépend du tribunal administratif de Châlons-en-Champagne et de la cour administrative d'appel de Nancy.
Trois-Fontaines-l'Abbaye est située en secteur Gendarmerie nationale et dépend de la brigade de Saint-Remy-en-Bouzemont-Saint-Genest-et-Isson.
En matière d'incendie et de secours, la caserne la plus proche est celle de Saint-Remy-en-Bouzemont, rattachée au Service départemental d'incendie et de secours (SDIS) de la Marne.

## Population et société

### Démographie

#### Pyramide des âges
L'évolution du nombre d'habitants est connue à travers les recensements de la population effectués dans la commune depuis 1793. Pour les communes de moins de 10 000 habitants, une enquête de recensement portant sur toute la population est réalisée tous les cinq ans, les populations de référence des années intermédiaires étant quant à elles estimées par interpolation ou extrapolation. Pour la commune, le premier recensement exhaustif entrant dans le cadre du nouveau dispositif a été réalisé en 2006.

En 2022, la commune comptait 195 habitants, en évolution de −5,34 % par rapport à 2016 (Marne : −1,19 %, France hors Mayotte : +2,11 %).
| 1793 | 1800 | 1806 | 1821 | 1831 | 1836 | 1841 | 1846 | 1851 |
| ---- | ---- | ---- | ---- | ---- | ---- | ---- | ---- | ---- |
| 195  | 205  | 189  | 145  | 196  | 225  | 251  | 254  | 245  |

| 1856 | 1861 | 1866 | 1872 | 1876 | 1881 | 1886 | 1891 | 1896 |
| ---- | ---- | ---- | ---- | ---- | ---- | ---- | ---- | ---- |
| 251  | 221  | 228  | 204  | 191  | 187  | 196  | 266  | 224  |

| 1901 | 1906 | 1911 | 1921 | 1926 | 1931 | 1936 | 1946 | 1954 |
| ---- | ---- | ---- | ---- | ---- | ---- | ---- | ---- | ---- |
| 208  | 192  | 175  | 151  | 168  | 155  | 156  | 145  | 157  |

| 1962 | 1968 | 1975 | 1982 | 1990 | 1999 | 2006 | 2011 | 2016 |
| ---- | ---- | ---- | ---- | ---- | ---- | ---- | ---- | ---- |
| 117  | 110  | 106  | 103  | 209  | 245  | 232  | 217  | 206  |

| 2021 | 2022 | - | - | - | - | - | - | - |
| ---- | ---- | - | - | - | - | - | - | - |
| 193  | 195  | - | - | - | - | - | - | - |

### Cultes
- Culte catholique, Communauté de paroisses de Bietlenheim-Geudertheim-Hoerdt-Weyersheim[53], Diocèse de Châlons-en-Champagne.

## Économie

### Entreprises et commerces

#### Agriculture
- Culture et élevage associés,
- Culture de céréales, de légumineuses et de graines oléagineuses,
- Élevage d'autres bovins et de buffles,

#### Tourisme
- Hébergement touristique et autre hébergement de courte durée.
- Hébergements à Robert-espagne, Saint-Dizier, Chamouilley, Eurville, Vitry-le-François.

#### Commerces
- Commerces et services de proximité à Cheminon, Saint-Dizier, Bettancourt-la-Ferrée.

## Culture et patrimoine

### Lieux et monuments
- L'abbaye de Trois-Fontaines, fondée au début du XIIe siècle (1103-1116) par les cisterciens de Saint Bernard de Clairvaux. Du XIIe siècle, il ne reste que les ruines de l’église abbatiale. Architecture cistercienne embellie au XVIIIe siècle, l'abbaye fut reconstruite en 1741. Elle est classée avec une partie de son parc monument historique depuis 1944[54] ;

L'église du Saint-Cœur-de-Marie,.
- Monument aux morts[57],[58] : Conflits commémorés : Guerre de 1914-1918[59] ;
- Musée du vélo avec une collection unique tournée vers l'histoire du vélocipède du XIXe siècle à nos jour[60] ;
- Le château de Trois-Fontaines-l'Abbaye du XVIIIe siècle[61] ;
- Le magnolia de Soulange-Bodin, qui se trouve dans le parc de l'abbaye, a été classé arbre remarquable de France par l'association ARBRES en 2016[62].

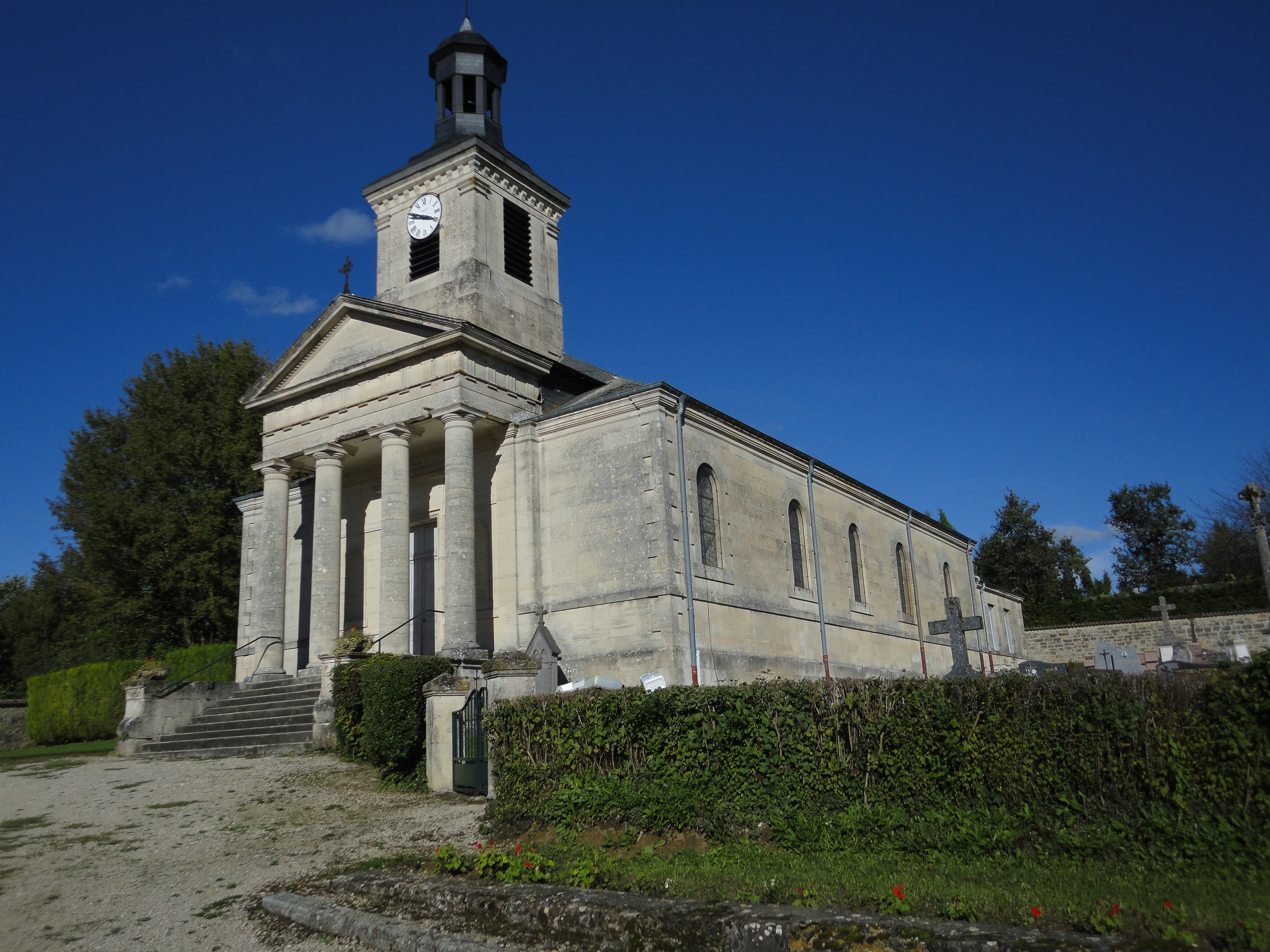
Église du Saint-Cœur-de-Marie.
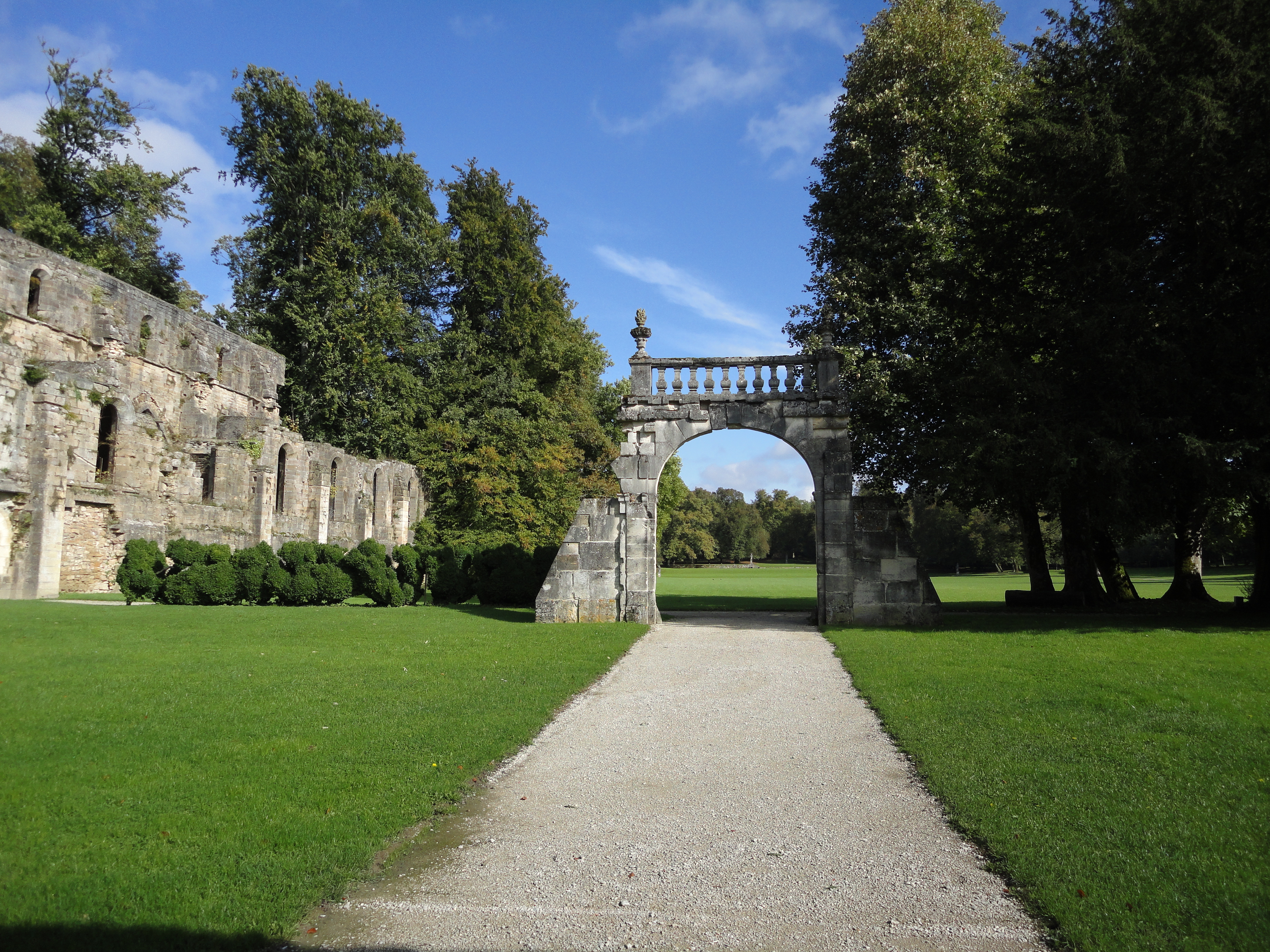
Vestiges de l'abbaye.
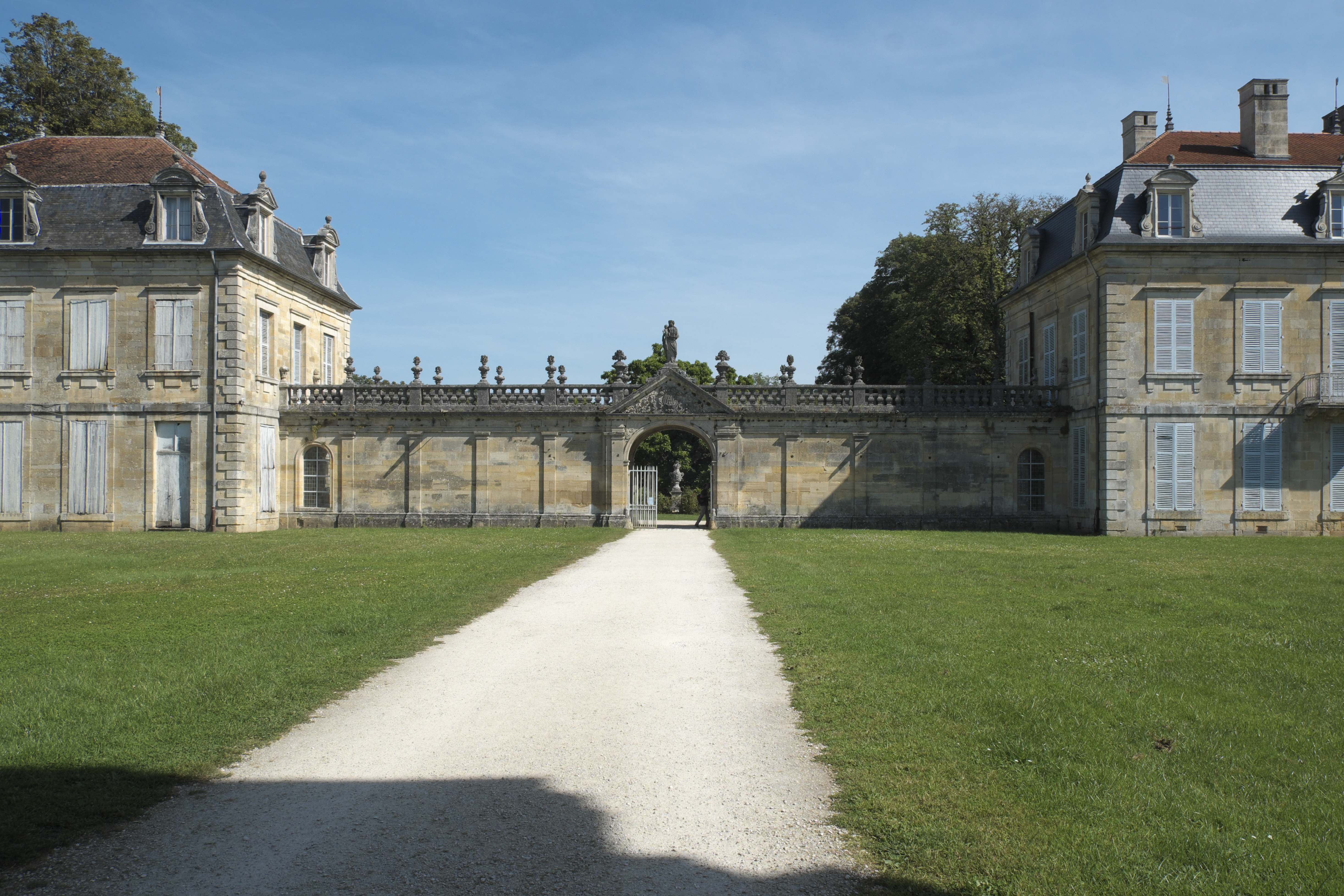
Abbaye de Trois-Fontaines.
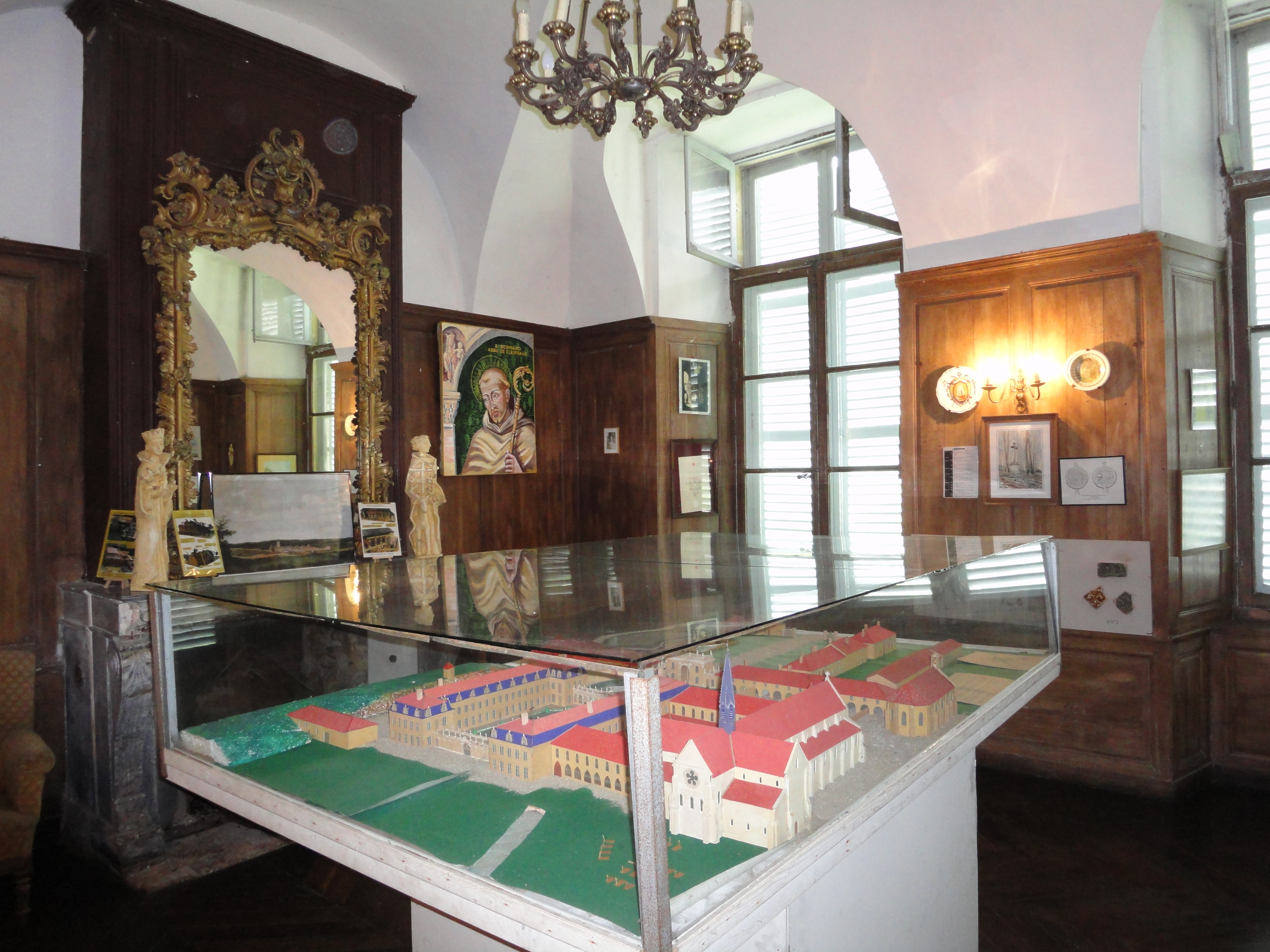
Le Château.
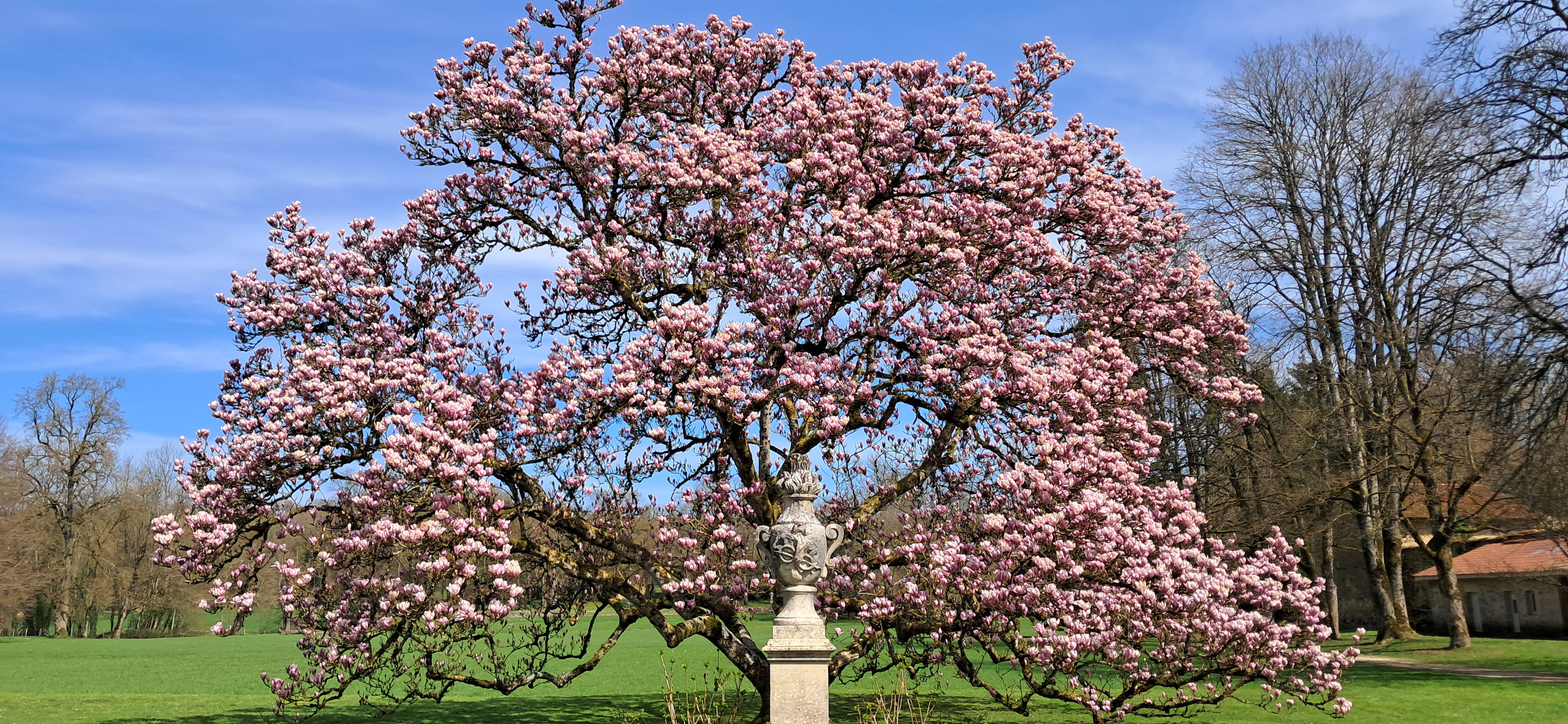
Magnolia de Soulange-Bodin.
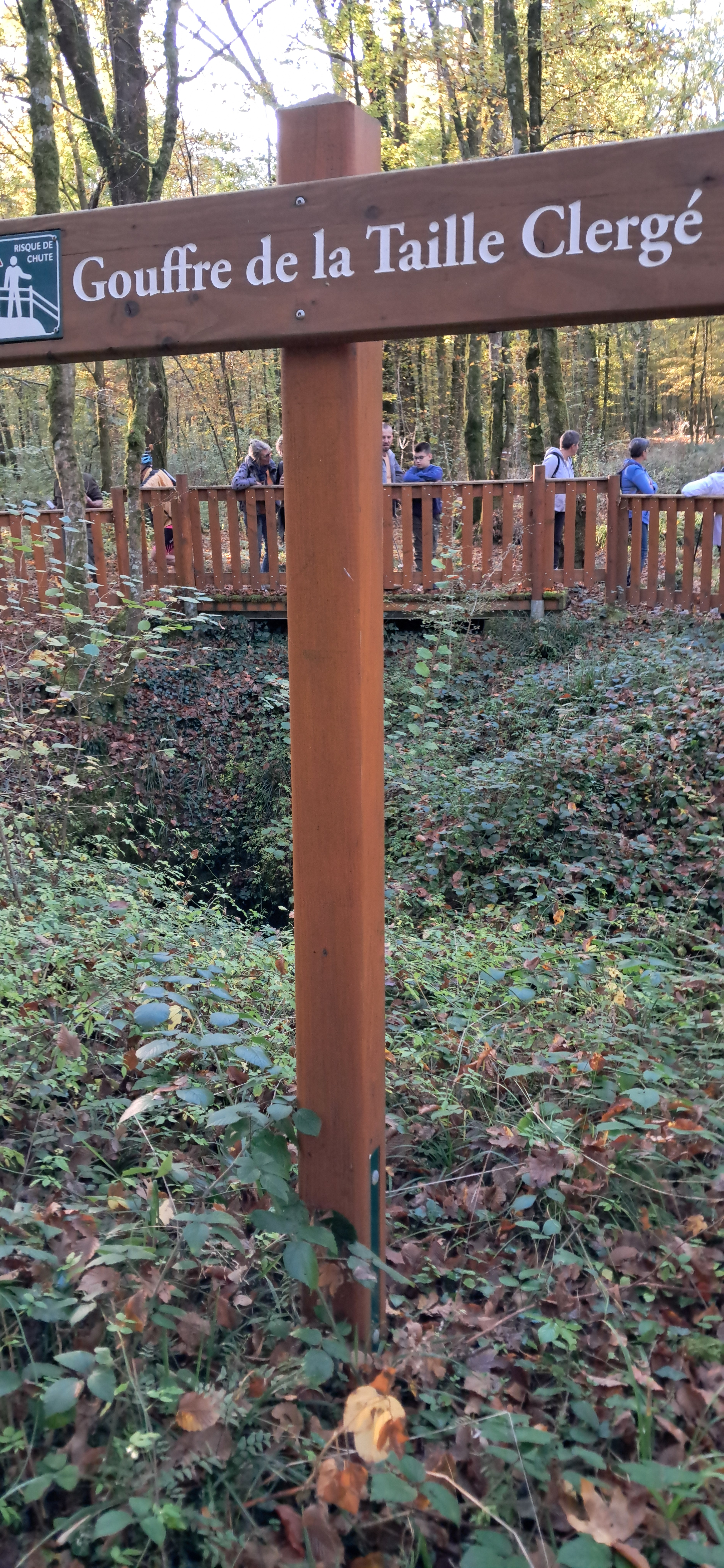
Panneau signalisation Gouffre de Taille Clergé.

#### Sitespéléologique
La commune comporte de nombreuses cavités souterraines, dont 3 de plus de 500 mètres de développement et  6 de plus de 25 mètres de profondeur : l'aven de la Taille Clergé, le gouffre de la Belle Épine, le gouffre de la Béva, le gouffre de la Comète, le gouffre de la Taille Clergé et le Nouveau Réseau.
Créé par Émile Boudaille à la fin des années 1980, le circuit des gouffres de Trois-Fontaines reçoit la labellisation parcours de randonnée de la Fédération française de randonnée pédestre, en 2022 et la labellisation sentier karstique de la Fédération française de spéléologie en 2025. D'une longueur de 12,5 km, ce sentier emprunte en grand partie les sous-bois du massif forestier de Trois-Fontaines (5 000 ha), dont une grande partie en site Natura 2000, et permet de découvrir 3 gouffres principaux du site karstique du massif de Trois-Fontaines.

### Personnalités liées à la commune
Sources : Le plan de l'église cistercienne de Trois-Fontaines, par Anselme Dimier, Bulletin Monumental   Année 1965    123-2  pp. 103-116 :
François Henry, époux de Nicole Petit, vu dans le mariage de son fils Jean Henry, marchand de Longeville-en-Barrois, avec Nicole Pelier (alias Pellier) d'une ancienne famille de Trois-Fontaines-l'Abbaye le 17 novembre 1650, est le frère du 46e abbé de l'Abbaye de Clairvaux dans l'Aube au XVIIe siècle Pierre Henry (Henri), alias dans l'Abbaye Pierre III Henry, (1654-1676) Champenois d'abord maître des novices à Clairvaux, puis prieur des abbayes de Larrivour, de Boulancourt et de Clairvaux). Nommé abbé de Clairvaux le 3 mars 1653, il abdiqua de ses fonctions le 24 mai 1676, et mourut en 1678.
Dans cette famille originaire du hameau du Chêne (Brillon-en-Barrois, Meuse), il y a également, dans la première moitié du XVIIIe siècle, le prieur, pendant près de 40 ans, de l'Abbaye de la Crête (Haute-Marne), Claude 2e Duchesne, puis de l'échevin, capitaine major de la bourgeoisie, maire perpétuel de Bar-sur-Aube, Pierre 2e Henry Duchesne, père du précédent.
Un autre frère de François Henry, Claude 1er Henry du Chesne, fut capitaine et gouverneur du château du Cornet (près de Colombé-le-Sec) dans l'Aube au XVIIe siècle.
Un autre Henry du Chesne, Benoit 1er Henry du Chesne, fils de Claude 1er, vu le 7 novembre 1684 Prieur de Froidmont, titulaire de Belleau, abbé de Morimont, vicaire général de Citeaux en champagne (3H187), fut le 60e abbé de Citeaux, mort en 1703.
Cette famille Henry, distincte de l'autre famille homonyme Henry de Trois fontaines l'Abbaye, s'est par la suite appelée en Haute-Marne (à Saint-Dizier) et dans l'Aube (à Bar-sur-Aube), Henry du Chesne, puis Duchesne tout simplement, à Bar-sur-Aube, Colombé-le-Sec (Aube) et Lacrète (Haute-Marne).
Nota (précision) : Dom Pierre Henry, surnommé Duchesne, 46e abbé de Clairvaux, dans une sienne lettre en date à Clairvaux du 2 septembre 1661, adressée à dom Nicolas Perrin.

### Héraldique
| Armes de Trois-Fontaines-l'Abbaye | Les armes de la commune se blasonnent ainsi : d'azur à la fontaine de trois jets d'argent |